# Flammes (film, 1928)
Pour les articles homonymes, voir Flammes.
Pour plus de détails, voir Fiche technique et Distribution.
Flammes (titre original : Weib in Flammen) est un film allemand réalisé par Max Reichmann sorti en 1928.
Il s'agit d'une adaptation du roman de George Froeschel.

## Synopsis
En Hongrie, la comtesse Clarissa Thalberg, jeune femme passionnée, est mariée au comte Thalberg, bien plus âgé, et voit ses plus belles années s'écouler sous ses yeux. Un jour, un accident d'avion rapproche Clarissa du élégant officier de l'aviation, le baron Alexander "Sascha" von Thurzo. Cela arrive comme cela doit arriver : les deux jeunes gens tombent rapidement éperdument amoureux l'un de l'autre. Clarissa quitte alors son ancien mari, tout comme son nouvel amour Sascha, sa fiancée, la baronne Lily Széchenyi. Le baron Alexander est alors démis de ses fonctions de manière déshonorante et doit également faire face à de graves accusations de la part de son père soucieux de son statut. Il veut absolument que son fils ne touche désormais plus à la comtesse mariée et fasse tout ce qu'il peut non seulement pour restaurer sa bonne réputation, mais aussi pour retourner dans l'armée. Mais comme Alexandre refuse catégoriquement de suivre les ordres de son père et ne veut certainement pas quitter son nouvel amour, il est condamné à trouver de l'argent ailleurs pour subvenir à ses besoins et à ceux de Clarissa.
Clarissa travaille comme mannequin de démonstration dans le salon de mode où elle était autrefois une cliente populaire et fortunée. Pour ne rien arranger, le chef du service du salon la courtise. Alexandre, à son tour, tente sa chance à la table de jeu et y perd (comme prévu) une fortune. Lourdement endetté, il risque davantage de perdre sa bonne réputation à cause de ce déclin social. Le père de Sascha croit désormais passer un moment facile avec son fils et le persuade de se réconcilier avec son ex-fiancée, la baronne Lily Széchenyi. Mais avant que son plan ne se réalise et que le vieux baron puisse soudoyer Clarissa, devenue veuve, avec de l'argent pour qu'elle quitte Sascha, une catastrophe se produit : un incendie dévastateur se déclare dans le salon de mode où travaille la comtesse Clarissa. Clarissa est sur place, tout comme Lily, qui est ici en tant que cliente. Clarissa habille de manière altruiste sa concurrente avec son manteau et son chapeau afin de la pousser à être secourue à l'extérieur. À ce moment arrive Sascha, qui la prend pour Clarissa. Clarissa, quant à elle, devient la femme éponyme en flammes et meurt d'une mort ardente.

## Fiche technique
- Titre : Flammes
- Titre original : Weib in Flammen
- Réalisation : Max Reichmann
- Scénario : Hans Rameau
- Direction artistique : Alexander Ferenczy
- Photographie : Franz Planer
- Production : Olga Tchekhova
- Société de production : Tschechowa Film
- Société de distribution : Bayerische Film
- Pays de production : Allemagne  République de Weimar
- Langue : allemand
- Format : Noir et blanc - 1,33:1 - 35 mm
- Genre : Drame
- Durée : 75 minutes
- Dates de sortie :
  - Allemagne  République de Weimar : 28 novembre 1928
  - France : 21 février 1929[1]

## Distribution
- Olga Tchekhova : la comtesse Clarissa Thalberg
- Alexeï Bondirev : le comte Thalberg, son mari
- Arthur Pusey : le baron Alexander de Thurzo
- Ferdinand von Alten : le baron Déméter de Thurzo, son père
- Ines Monlosa : la baronne Lily Széchenyi
- Hedwig Pauly-Winterstein : la baronne Livia Széchenyi
- Mignon Gheorgien : Ilonka
- Angelo Ferrari : le marquis de Terna
- Hans Albers : le chef de service

## Production
Flammes est tourné à Budapest en 1928, est censuré le 8 novembre de la même année et est présenté trois semaines plus tard au Marmorhaus de Berlin. La longueur du film en huit actes est de 2 568 mètres.